# Нуакшот
Нуакшот (арап. نواكشوط или انواكشوط „Град ветрова“ Nawākšūṭ) је главни и највећи град у Мауританији. Највећи је град у Сахари јужно од Атласких планина. Нуакшот је административни и економски центар Мауританије.
Град се налази на обали Атлантског океана у западној Африци. Приобални део није урбанизован и често је поплављен. Као резултат брзог развоја, град је доста проширен, а у центру је изграђено неколико модерних вишеспратница. Нуакшот је изграђен око великог булевара - Авеније Абд ан-Насир која се протеже од центра града до аеродрома на североистоку. Друге улице носе називе по другим важним Мауританцима и међународним личностима 60-их попут Авеније Де Гола, Авеније Кенедија и Авеније Лумумбе. Температура у Нуакшоту варира између 13°C и 33°C а просечне падавине износе 178mm годишње.

## Географија

### Клима
Нуакшот има врућу - суву пустињску климу по Кепеновој класификацији климе. На град падне само 159 mm кише током целе године, и то углавном у само месец дана у августу, кад је сезона киша. У Нуакшоту је вруће практично током целе године са температуром око 32 ° , али зими температура пасти до 10 °.
| Клима Нуакшота (1981–2010, екстреми 1934–2012) | Клима Нуакшота (1981–2010, екстреми 1934–2012) | Клима Нуакшота (1981–2010, екстреми 1934–2012) | Клима Нуакшота (1981–2010, екстреми 1934–2012) | Клима Нуакшота (1981–2010, екстреми 1934–2012) | Клима Нуакшота (1981–2010, екстреми 1934–2012) | Клима Нуакшота (1981–2010, екстреми 1934–2012) | Клима Нуакшота (1981–2010, екстреми 1934–2012) | Клима Нуакшота (1981–2010, екстреми 1934–2012) | Клима Нуакшота (1981–2010, екстреми 1934–2012) | Клима Нуакшота (1981–2010, екстреми 1934–2012) | Клима Нуакшота (1981–2010, екстреми 1934–2012) | Клима Нуакшота (1981–2010, екстреми 1934–2012) | Клима Нуакшота (1981–2010, екстреми 1934–2012) |
| Показатељ \ Месец                              | .Јан.                                          | .Феб.                                          | .Мар.                                          | .Апр.                                          | .Мај.                                          | .Јун.                                          | .Јул.                                          | .Авг.                                          | .Сеп.                                          | .Окт.                                          | .Нов.                                          | .Дец.                                          | .Год.                                          |
| ---------------------------------------------- | ---------------------------------------------- | ---------------------------------------------- | ---------------------------------------------- | ---------------------------------------------- | ---------------------------------------------- | ---------------------------------------------- | ---------------------------------------------- | ---------------------------------------------- | ---------------------------------------------- | ---------------------------------------------- | ---------------------------------------------- | ---------------------------------------------- | ---------------------------------------------- |
| Апсолутни максимум, °C (°F)                    | 39,9 (103,8)                                   | 41,7 (107,1)                                   | 44,0 (111,2)                                   | 47,5 (117,5)                                   | 47,0 (116,6)                                   | 47,2 (117)                                     | 47,5 (117,5)                                   | 45,1 (113,2)                                   | 45,5 (113,9)                                   | 44,5 (112,1)                                   | 42,3 (108,1)                                   | 39,6 (103,3)                                   | 47,5 (117,5)                                   |
| Максимум, °C (°F)                              | 29,1 (84,4)                                    | 30,8 (87,4)                                    | 33,5 (92,3)                                    | 34,8 (94,6)                                    | 34,3 (93,7)                                    | 34,7 (94,5)                                    | 32,4 (90,3)                                    | 33,0 (91,4)                                    | 36,1 (97)                                      | 36,7 (98,1)                                    | 34,0 (93,2)                                    | 31,0 (87,8)                                    | 33,4 (92,1)                                    |
| Просек, °C (°F)                                | 21,5 (70,7)                                    | 23,0 (73,4)                                    | 24,2 (75,6)                                    | 24,3 (75,7)                                    | 25,8 (78,4)                                    | 26,7 (80,1)                                    | 27,3 (81,1)                                    | 28,4 (83,1)                                    | 29,6 (85,3)                                    | 28,8 (83,8)                                    | 25,8 (78,4)                                    | 22,8 (73)                                      | 25,7 (78,3)                                    |
| Минимум, °C (°F)                               | 14,5 (58,1)                                    | 16,4 (61,5)                                    | 18,2 (64,8)                                    | 19,1 (66,4)                                    | 20,7 (69,3)                                    | 22,8 (73)                                      | 24,3 (75,7)                                    | 25,4 (77,7)                                    | 25,8 (78,4)                                    | 23,8 (74,8)                                    | 19,7 (67,5)                                    | 16,9 (62,4)                                    | 20,6 (69,1)                                    |
| Апсолутни минимум, °C (°F)                     | 3,9 (39)                                       | 7,0 (44,6)                                     | 5,0 (41)                                       | 10,0 (50)                                      | 13,0 (55,4)                                    | 15,7 (60,3)                                    | 15,0 (59)                                      | 16,1 (61)                                      | 17,0 (62,6)                                    | 13,0 (55,4)                                    | 9,3 (48,7)                                     | 5,0 (41)                                       | 3,9 (39)                                       |
| Количина падавина, mm (in)                     | 0,7 (0,028)                                    | 1,5 (0,059)                                    | 0,2 (0,008)                                    | 0,1 (0,004)                                    | 0,3 (0,012)                                    | 1,9 (0,075)                                    | 6,3 (0,248)                                    | 36,8 (1,449)                                   | 36,3 (1,429)                                   | 6,3 (0,248)                                    | 2,0 (0,079)                                    | 2,8 (0,11)                                     | 95,2 (3,748)                                   |
| Дани са падавинама (≥ 1.0 mm)                  | 0,2                                            | 0,3                                            | 0,0                                            | 0,0                                            | 0,0                                            | 0,3                                            | 0,8                                            | 2,6                                            | 3,0                                            | 0,7                                            | 0,2                                            | 0,3                                            | 8,3                                            |
| Релативна влажност, %                          | 36                                             | 39                                             | 43                                             | 49                                             | 54                                             | 60                                             | 70                                             | 72                                             | 69                                             | 55                                             | 44                                             | 35                                             | 52                                             |
| Сунчани сати — месечни просек                  | 232,5                                          | 220,4                                          | 260,4                                          | 270,0                                          | 282,1                                          | 240,0                                          | 238,7                                          | 254,2                                          | 228,0                                          | 260,4                                          | 243,0                                          | 217,0                                          | 2.946,7                                        |
| Сунчани сати — дневни просек                   | 7,5                                            | 7,8                                            | 8,4                                            | 9,0                                            | 9,1                                            | 8,0                                            | 7,7                                            | 8,2                                            | 7,6                                            | 8,4                                            | 8,1                                            | 7,0                                            | 8,1                                            |
| Извор: Deutscher Wetterdienst                  |                                                |                                                |                                                |                                                |                                                |                                                |                                                |                                                |                                                |                                                |                                                |                                                |                                                |

## Историја
Нуакшот је било велико утврђено рибарско село (ксар) у преколонијално доба и под француском влашћу. Док се Мауританија припремала за независност, недостајао јој је главни град, а подручје данашњег Нуакшота изабрали су Моктар Улд Дада и његови саветници. Улд Дада је желео да нова престоница буде симбол модерности и националног јединства чиме су искључени постојећи градови или места у унутрашњости. Село је изабрано за главни град због своје централне локације између Сен-Луја у Сенегалу, града из којег се управљало колонијом Мауританија, и Нуадибуа. Његова локација такође је значила да се избегло осетљиво питање да ли је престоница изграђена у подручју у којем су доминирали Маври арапског порекла или Црни Африканци.‍:369
Изградња је започета у марту 1958. године да би се село проширило на 15.000 становника, а основе су завршене до тренутка када су Французи дали независност 28. новембра 1960. Нуакшот је планиран с очекивањем да се у граду неће одвијати трговина и друге економске активности. Централни пословни округ Нуакшота био је планиран са широким улицама и структуром налик мрежи; нови кварт Синквијеме (Пети округ) налазио се у близини овог подручја и за неколико година постао је локација велике пијаце и стамбеног подручја. Током шездесетих година град је добио своју локалну управу. До седамдесетих година ова нова подручја су толико нарасла да су по значају заменила стари ксар, јер су такође била домаћин владиним зградама и државним предузећима.
Град је два пута нападнут 1976. године од стране Полисарио фронта током сукоба у Западној Сахари, али герила је нанела мало штете. Град је од почетка 1970-их имао масовни и неограничени раст, узрокован северноафричком сушом; стотине хиљада људи су се тамо преселиле у потрази за бољим животом. Званични пописи становништва показали су 134.000 становника 1977. и 393.325 1988. године, иако су обе цифре вероватно мање од стварности. Процењује се да сада броји најмање трећину становништва земље, или 3,2 милиона. Попис становништва из 2013. регистровао је 958.399 становника.

## Становништво
| Година       |
| Становништво |
| ------------ |

## Партнерски градови
- Мадрид[13]
- Ланџоу[14]
- Аман[15]
- Тусон
- Бамако